# 札幌啤酒博物館

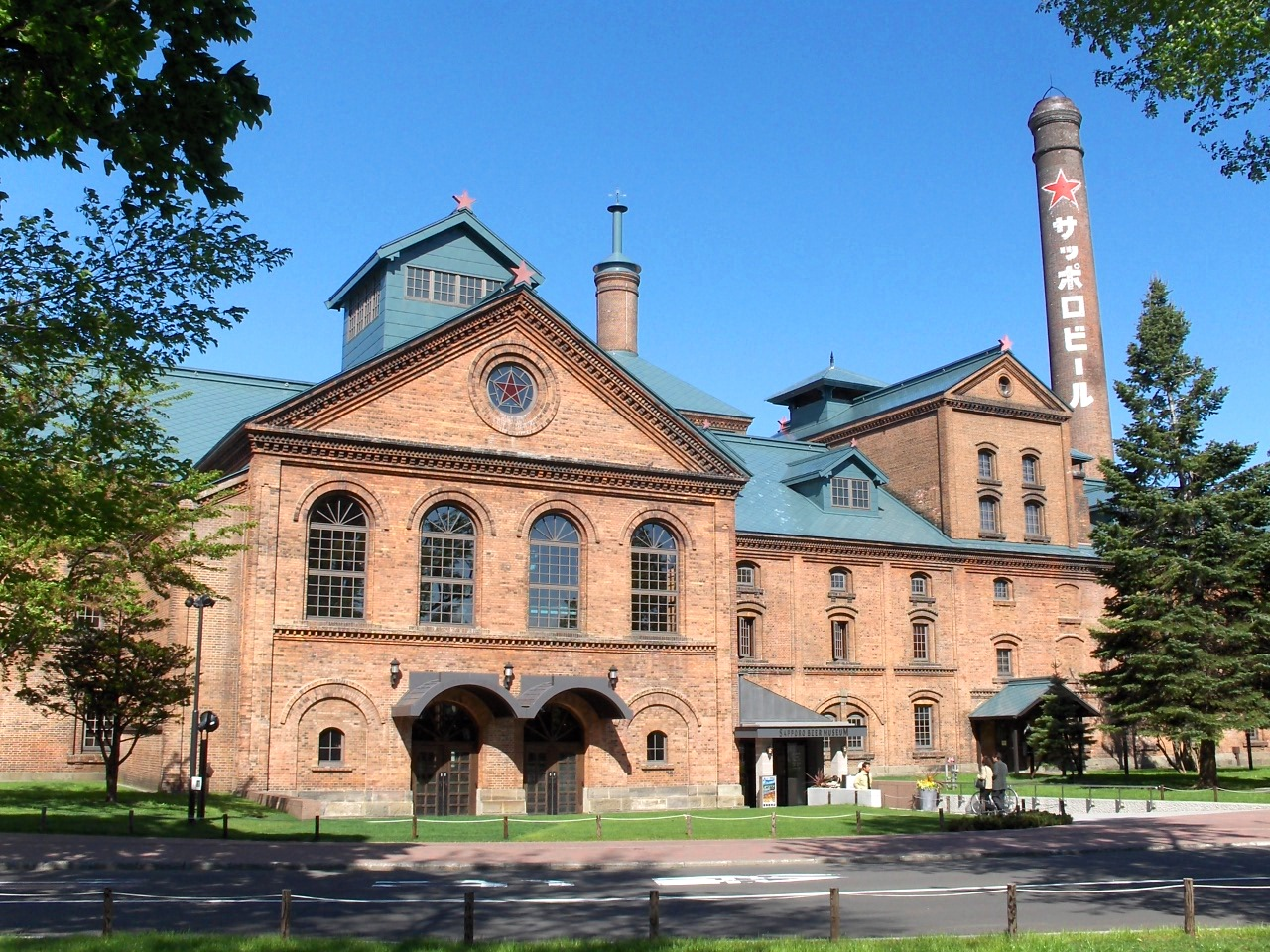
札幌啤酒博物館

札幌啤酒博物館（日语：サッポロビール博物館）是一個位於日本北海道札幌市東區北7條東9丁目1番1號札幌花園公園內的博物館，也是日本唯一的一座啤酒博物館，被指定為北海道遺產之一。札幌啤酒博物館開業於1987年7月1日，建築曾是札幌啤酒的生產工廠。在札幌啤酒搬遷位於札幌的工廠之後這裡仍作為博物館繼續開放。博物館地處札幌啤酒園之內。博物館可免費入場，但試飲啤酒需要付費。

## 外部連結
- サッポロビール博物館 | 工場見学とミュージアム | サッポロビール
- サッポロビール園・サッポロビール博物館 | ようこそさっぽろ 北海道札幌市観光案内